# الهام صفوی‌زاده
الهام صفوی‌زاده (زاده ۴ تیر ۱۳۴۹ در اصفهان) مجری رادیو و تلویزیون در صدا و سیمای ایران ازجمله برنامه جمعه ایرانی بود.

## زندگی و تحصیلات
الهام صفوی‌زاده، متولد ۴ تیر ۱۳۴۹ در اصفهان، مجری برنامه‌های صدا و سیمای ایران است. او متأهل است و یک دختر به نام کیانا دارد. وی در رشته اقتصاد نظری تحصیل کرده‌است. او فرزند دوم (آخر) خانواده است. او همچنین عضو تیم فوتسال هنرمندان نیز است.
مادرش مهین تاج نیا مجری برنامه خبری ساعت ۱۴ رادیو بود. هم چنین مادر بزرگ او نیز گوینده رادیو بود، همسر سابق
او امیر افشار مجری و گوینده رادیو تلویزیون ایران در شبکه یک در سالهای دهه ۱۳۷۰ و ابتدای دهه ۱۳۸۰ بود. او دبیر کمیته بانوان باشگاه پرسپولیس است.

## فعالیت رسانه‌ای
صفوی‌زاده به واسطهٔ مادرش وارد صدا و سیما شد و کارش را با تحقیق برنامه‌های اقتصادی، در راستای رشتهٔ تحصیلی‌اش آغاز کرد. وی را به علت بداهه‌گویی‌هایش در زمان اجرا بیشتر به عنوان مجری می‌شناسند تا گوینده. او با اجرای برنامهٔ «به خانه برمی‌گردیم» در تلویزیون شناخته شد و سپس اجرا را در رادیو نیز ادامه داد. مدتی نیز مجری برنامهٔ تصویر زندگی بوده‌است. او مجری برنامهٔ خانهٔ ما در شبکهٔ جام جم بوده‌است.
او از سال‌های ۷۶–۷۷ برنامه‌سازی در رادیو را آغاز کرد. برنامه‌های قند و نمک و جمعه ایرانی از کارهای طنزی به‌شمار می‌آیند که او در رادیو اجرا کرده‌است.
به عنوان مجری در برنامه‌هایی چون نگاه ۵، آدینه‌ها، شب بخیر تهران، مشاوران، جشن رمضان و صبح زندگی و در فیلم بودن یا نبودن به عنوان بازیگر فعالیت کرده‌است. او همچنین یکی از سازندگان برنامه‌های رادیویی است.
او همچنین مجری برنامهٔ «رادیو هفت» در شبکهٔ آموزش سیما بوده‌است.

## تغییر پوشش
در تیر ماه ۱۳۹۷ الهام صفوی‌زاده با انتشار پستی در اینستاگرام اعلام کرد که دیگر از چادر استفاده نمی‌کند و پوشش خود را تغییر داده‌است.